# Khraicia
Khraicia là một đô thị thuộc tỉnh Alger, Algérie. Dân số thời điểm năm 2002 là 17.69 người.